# Традиционные цвета Санкт-Петербурга
Традиционные цвета Санкт-Петербурга — колерная карта для окраски фасадов зданий в Санкт-Петербурге.

Цветопередача не является оригинальной и несет ознакомительный характер

## Создание
В 1933 году при Архитектурно-планировочном отделе Ленсовета города Ленинграда была образована Группа окраски фасадов во главе с М. В. Эндер, а позднее с Е. С. Хмелевской, ученицей художника-авангардиста М. В. Матюшина, автора знаменитой книги «Справочник по цвету». Эта группа занималась разработкой цветовых решений зданий, улиц, площадей и кварталов. Их проекты разрабатывались в виде цветовых разверток и согласовывались на Художественных советах. В 1953 году Е. С. Хмелевская и Б. Д. Аменицкий формулируют общие принципы цветовой организации города, изложенные в книге «Наружная окраска зданий». При написании данной книги авторы старались учесть и обобщить опыт работ по массовой окраске фасадов зданий в городе Ленинграде.

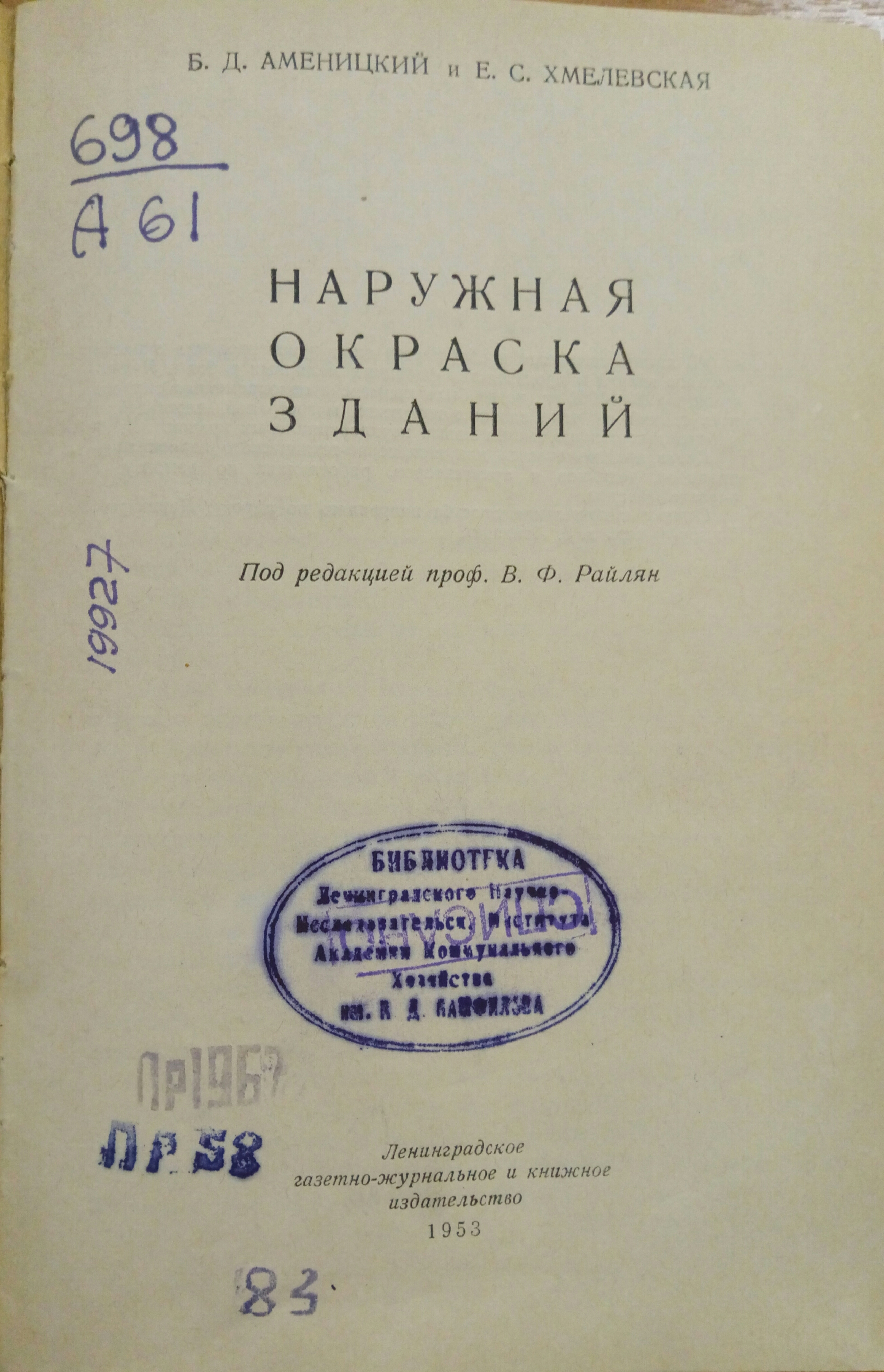
Книга «Наружная окраска зданий», 1953 г.

На основе послойных расчисток штукатурок, выполненных на зданиях разных периодов постройки Санкт-Петербурга, Петрограда, Ленинграда, группе Е. С. Хмелевской совместно с Инспекцией по охране памятников удалось восстановить первоначальные колера зданий. Вычленяя и систематизируя наиболее типичные колера различных исторических эпох и стилей, Е. С. Хмелевская из трехсот образцов оставляет всего 40 и на их основе разрабатывает цветовую карту для зданий города Ленинграда — унифицированный каталог — эталон для производителей краски (ныне «Традиционные цвета Санкт-Петербурга»). Эта колерная карта была утверждена 05.03.1966 на заседании Градостроительного Совета Главного архитектурно-планировочного управления Исполкома Ленсовета города Ленинграда и на протяжении многих десятков лет не имела аналогов в СССР.

## Сохранение традиций

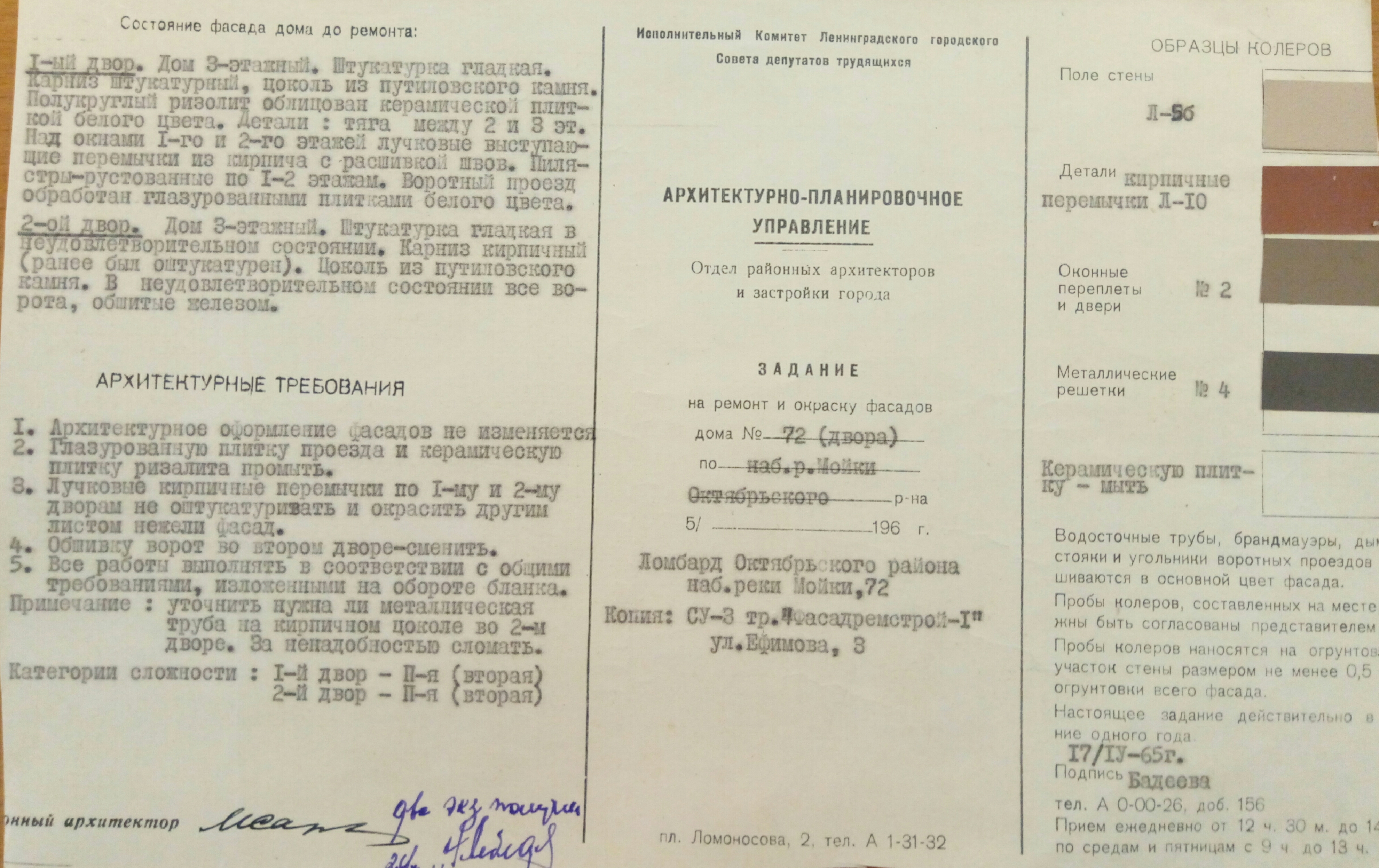
Архитектурное задание на ремонт и окраску фасадов здания от 1965 г.

Отдел колористики фасадов Управления ландшафтной архитектуры Комитета по градостроительству и архитектуре правительства Санкт-Петербурга соблюдает традиции, методы и принципы архитектурной колористики, заложенные ещё в 1933 году, используя в выдаче колерных бланков для окраски фасадов зданий и сооружений в Санкт-Петербурге колерную карту «Традиционные цвета Санкт-Петербурга». В отделе сохранились цветовые каталоги и развертки, сделанные группой Е. С. Хмелевской, в послевоенные годы и архивные архитектурные задания на ремонт и окраску фасадов зданий и сооружений, начиная с 1965 года. На фасадах зданий Ленинграда, Санкт-Петербурга оконные переплеты, двери, металлодекор (решетки, кронштейны и прочие) окрашивали в серый, коричневый, серо-зеленый и чёрный цвета, кроме, конечно, столярки, выполненной из ценных пород дерева.

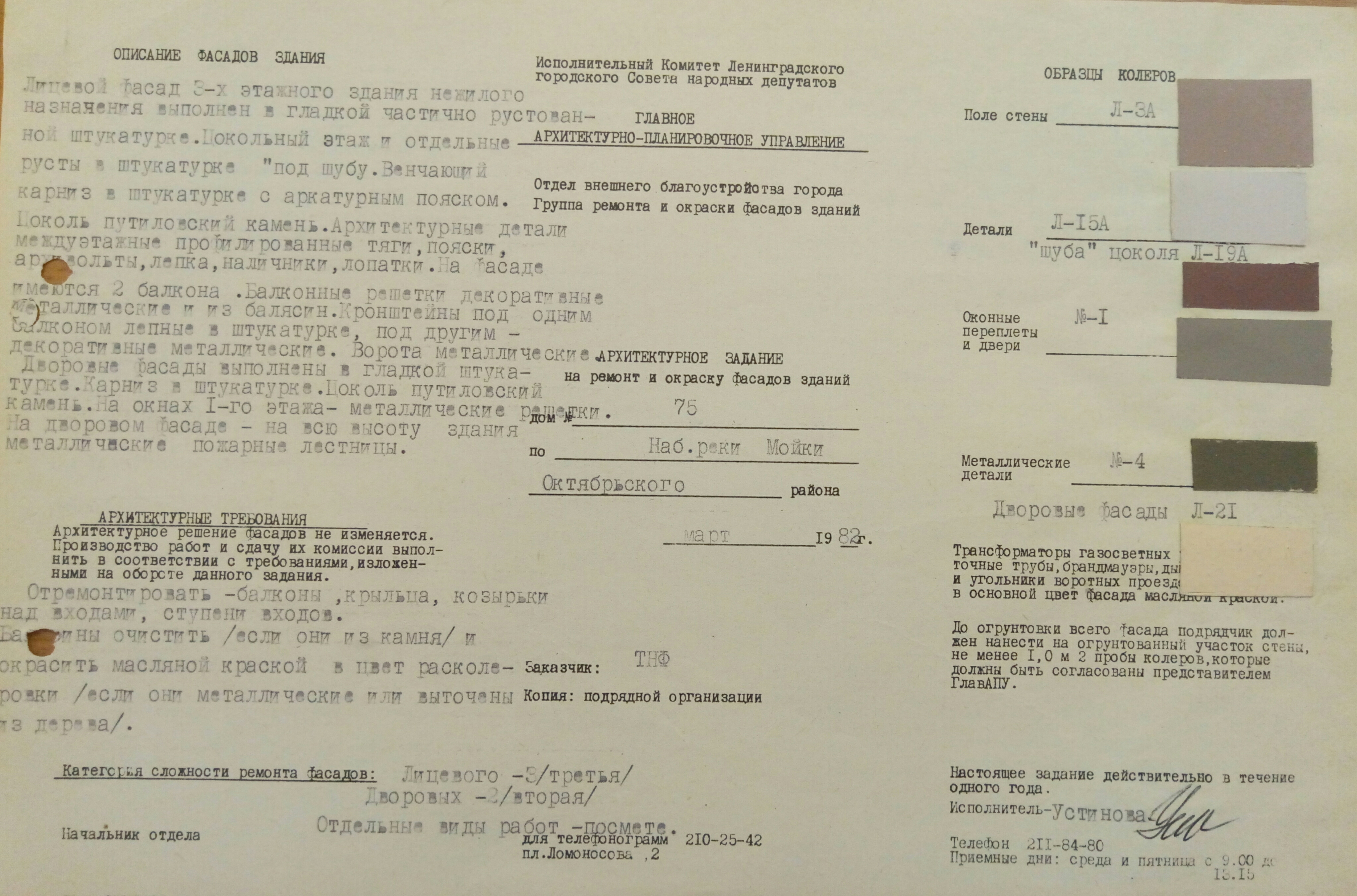
Архитектурное задание на ремонт и окраску фасадов здания от 1982 г.

## Традиционные цвета Санкт-Петербурга для окраски окон, дверей

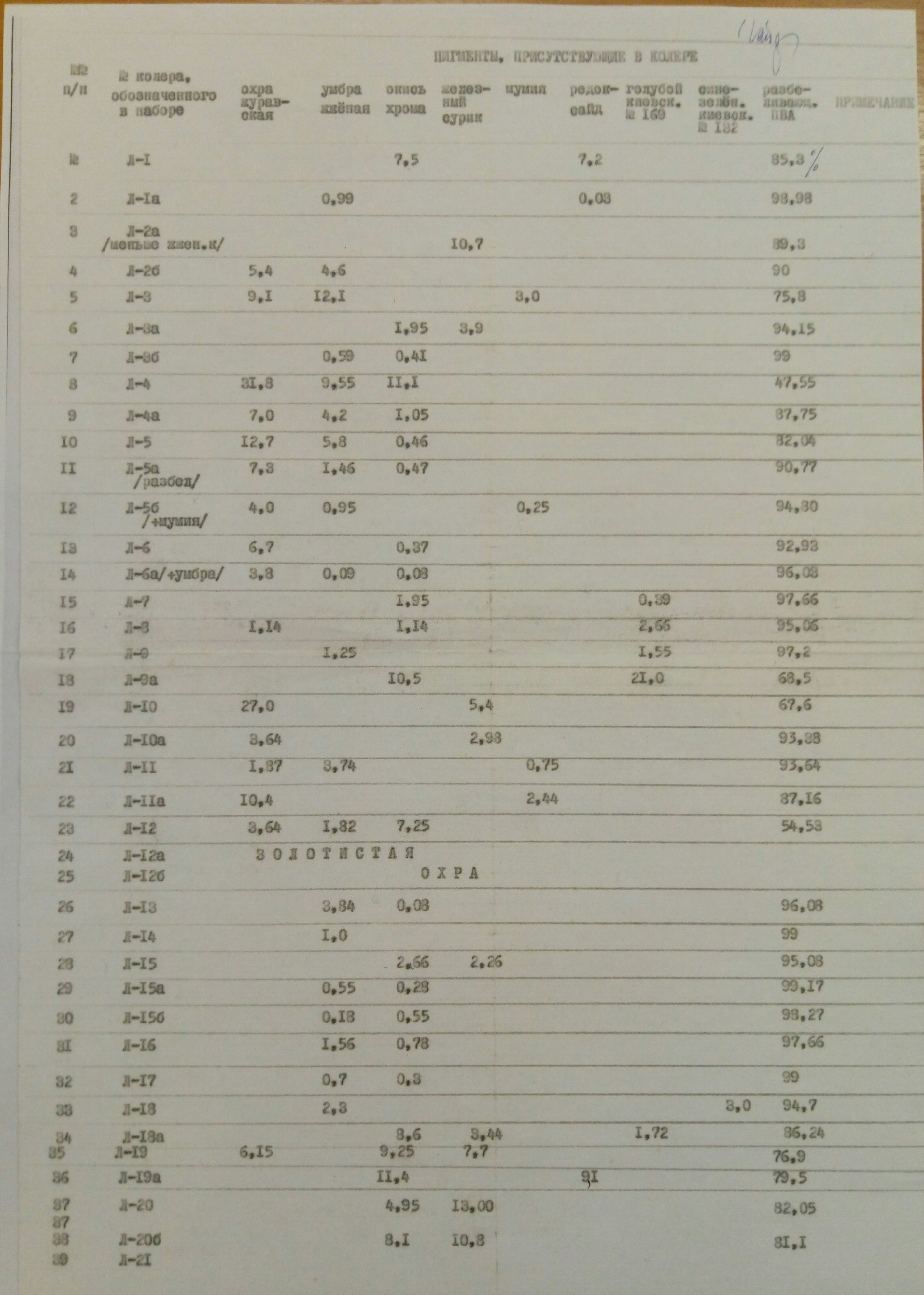
Таблица пигментов, присутствующих в колере

№ 1 (серый) — по каталогу международной цветовой системы Natural color system NCS: S 6500- N, S 5500- N; по каталогу RAL colour standard: 7012, 7037, 7046, 7040, 7004, 7042.
№ 2 (коричневый)- по каталогу NCS: S 7010 — Y50R, S 7010 — Y30R, S 7005 — Y50R; по каталогу RAL colour standard: 8017, 8016, 8014, 8025, 8028.
№ 3 (серо-зеленый) — по каталогу NCS: S 6502 — Y, S 6502 — G, S 6005 — G80Y; по каталогу RAL colour standard: 7033, 7009, 7039.
№ 4 для окраски металлодекора (графит): RAL 7026, 9004.